# Friedrich Falk
Friedrich Falk (* 8. Juli 1840 in Berlin; † 17. Oktober 1893 ebenda) war ein deutscher Rechtsmediziner und Medizinhistoriker. Er befasste sich auch mit öffentlicher Gesundheit (Hygiene) und war Kreisarzt.

## Leben
Er studierte seit 1857 an der Friedrich-Wilhelms-Universität zu Berlin, der Universität Leipzig und der Julius-Maximilians-Universität Würzburg. Seit 1859 war er Mitglied des Corps Guestphalia Leipzig und des Corps Nassovia Würzburg. 1862 wurde er in Würzburg zum Dr. med. promoviert. Nach der Approbation ließ er sich als Arzt in Berlin nieder. 1869 wurde er als Dozent für Gerichtliche Medizin und Medizingeschichte zugelassen. 1876 zum Physicus des Kreises Teltow ernannt, wurde er 1886 in eine a.o. Professur berufen, die er bis zu seinem Lebensende bekleidete.
Falk verband sein Experimentiertalent mit profunder Gelehrsamkeit, besonders auch in der Philologie und Sprachwissenschaft. Mit großem Erfolg widmete er sich der Geschichte der Medizin. Außer seiner Dissertation über die äußerliche Anwendung des Iods veröffentlichte er Studien über die Hautnerven, Blutgase, Veränderungen der Blutfarbe durch abnorm hohe Temperaturen (nach dem Tode und bei Kohlenoxydvergiftung), über den Tod im Wasser, über das Verhalten von Fermenten und Infektionsstoffen im Körper, über entgiftende Vorgänge im Erdboden, über Lungenödem, Strangulation, Tuberkulose, Verbrennung, Chromvergiftung, über Allgemeinerscheinungen bei gestörter Harnabscheidung, Lungenentzündung nach Kopfverletzung, Eisenbahn-Verletzungen, sanitätspolizeiliche Überwachung der Schulen und anderes mehr. 
Er war Autor in der Real-Encyclopädie der gesammten Heilkunde.

## Werke
- Studien über Irrenheilkunde der Alten. Zeitschr. f. Psychiatrie 1866, XXIII
- Ueber die geographische Verbreitung einiger Augenkrankheiten. Schmidt’s Jahrb. Bd. 159, 1873
- Zur historisch-geographischen Pathologie perniciöser Wundfieber. Arch. f. Chir. XV, 1873
- Ueber die geographische Verbreitung perniciöser Wundfieber. Berlin Klin Wochenschr. X, 1873
- Galen’s Lehre vom gesunden und kranken Nervensystem. Leipzig 1870
- Die pathologische Anatomie und Physiologie des Morgagni (1682–1771). Berlin 1887
- Die specielle Pathologie und Therapie der Systematiker des 18. Jahrhunderts. Zeitschr. f. klin. Medicin 1890–92
- Die geschichtliche Entwicklung der experimentellen Medicin. Virchow’s Arch. 1893–94, z. Th. [489] postum erschienen
- Beiträge zu Albert Eulenburgs Real-Encyclopädie der gesammten Heilkunde. Erste Auflage.
  - Band 4 (1880) (Digitalisat) (zusammen mit Al. Müller) S. 56–71: Desinfection